# Mesothen ockendeni
Mesothen ockendeni là một loài bướm đêm thuộc phân họ Arctiinae, họ Erebidae.